# 星际浪子
《星際浪子》是作家黃易於1994年8月至1995年11月所寫的科幻小說，共有十卷。

## 故事簡述
〈星際浪子〉屬虛擬科幻故事，內容講述人類聯邦政府與黑獄人間戰鬥的故事，當中亦涉及其他銀河系的不同種族。

## 主要角色

### 銀河聯邦
- 方舟 火鳥星人，超人類(旗艦：人類號)

- 姬慧芙 銀河聯邦最高委員會主席，領導聯邦已有3千年(旗艦：領袖一號)

- 祝絲蒂 銀河聯邦最高委員會副主席，外空事務大臣，反宗教的狂熱者，姬慧芙的政敵(旗艦：領袖二號)

- 姗娜麗娃 銀河聯邦研究院一級院士，和方舟曾一夜歡愉

- 夫秀清 銀河聯邦最高委員會十二委員之一，聯邦研究院院長，把能量給方舟而消殞死亡(卷10-4)(旗艦：院長號)

- 狄平 銀河聯邦最高委員會十二委員之一，上將，聯邦軍總司令，祝絲蒂人馬，和祝絲蒂叛變後被逮捕(旗艦：大臣一號)

- 舒士俊 宇宙企業總裁，聯邦美男子，後建立「太陽帝國」(旗艦：太陽號)

- 雷坡武 大將，第一師團指揮官，聯邦第一猛將，對姬慧芙忠心耿耿，在狄平後任聯邦軍總司令。後和舒士俊和翟斯飛組成「太陽聯邦」。

- 夜星 翼女族族長，人類的盟友，翼女全族只有三千二百五十人，她們不會衰老，也不會死亡。在和黑獄人交戰下最後為保護方舟而死於新帝后號攻擊。(卷10-9)

### 反聯邦陣營
- 巴斯基 割據墮落者樂園星系，自稱墮落大亨，聯邦富豪榜第二位(旗艦：墮落號)

- 舒玉智 墮落星球的人性實驗室院長，原為聯邦研究院院長

- 沙瑩 大將，巴斯基手下情報局長，改造人美女

- 卡爾夫南 聯邦富豪榜第一位，「古巫教」的教主，一代奸雄，後被手下翟斯飛所殺(第9卷第6章)(旗艦：黑巫號、聯邦號)

### 黑獄陣營
- 撒拿旦 黑獄帝國君主，直轄黑獄第一軍團(旗艦：大帝號)

- 天美 黑獄帝國帝后，黑衣白膚，千嬌百媚的美女(旗艦：帝后號)

- 美雅女 黑獄帝國三大元帥之一，僅次於天美的美女，黑獄第二軍團司令(旗艦：元帥二號)

- 北保司 黑獄帝國三大元帥之一，黑獄第三軍團司令，面容秀麗的男子，對帝國忠心不二

- 封神 黑獄帝國三大元帥之一，外型高俊，在最後關頭為求自保（帝國計劃成功他們也會成為犧牲品）而和美雅女聯手叛變

## 主要種族

### 人類陣營種族
人類於聯邦政府主席姬慧芙領導下下，在銀河系中建立直徑二萬光年的殖民體系，當中核心為三千光年內，名曰“天象”、“天獅”、“天虎”、“天豹”、“天熊”、“天狼”和“天羊”的“七獸星區”，邊境為仰馬星。一天，仰馬星受到與人類同形態，科技極度發達的黑獄人攻擊，人類陷入了滅族困境。
戰鬥中，太陽系、聯邦及二億聯邦公民被黑獄軍所毀滅，少量倖存者逃往其他銀河系，分為卡爾夫南的新聯邦、企業家舒士俊的太陽帝國、以及舊聯邦殘部白樹、雷坡武所建立的宇宙聯盟。

#### 翼女族
翼女族族人能憑肉身對抗飛船，以兩翼作護罩，能以肉身作反空間飛行，潛入敵艦與敵人短兵交接(第八卷。第十章)。

### 黑獄陣營種族
黑獄人居於銀河系中心，代表邪惡與毀滅力量，為了在宇宙毀滅時保存記億，故以奪取銀河系所有生命能為目標展開侵略。最強的武器為黑洞所製成的中子戰星及大帝號，戰艦分為最強的元帥級，以及較次的銀河級、無敵級、劍魚級與蝙蝠戰機(第六卷。第十一章)。

#### 巨魔族
巨魔族形態接近人類，單目四手，體圓如筒，鱗甲覆體，以直立和以雙足行走，能在真空內生存。巨魔族高度平均是3m，最高達400m，由成孕至成長約須5000年，壽命約50000年。巨魔族愛建造大如行星，上寬下尖的戰鬥堡壘，共建成了七座，其武器是無堅不摧的反空間壓縮能量導彈(第九卷。第四章)。

#### 墨爾盤龍人
墨爾盤龍人飛船稱作“龍繭”，由他們身體吸收了太陽能和宇宙各種物質後分泌而成(第九卷。第一章)，飛船能不斷噴出濃黑的霧，黏附並侵蝕在任何飛過它們的物體(第九卷。第三章)。

#### 液態鬼
液態鬼飛船是“凝液飛艦”，整艘船就是一團液狀物，和平時呈通空球狀時，直徑達5km，內裡注滿液態鬼的能量液，而半透明的液態人就在當中活動和操作；戰時，圓球狀的液態船身可變成任何形狀(第九卷。第四章)。

#### 沙西族
沙西族被其他種族稱為”宇宙瘟疫”，其戰艦直徑達2km，核心厚度約有300m，邊緣鋒利，可見一個個圓形孔洞發射武器。艦身呈銀色。沙西族人像兩米高的紫色火柱，開合不定，沒有特定的形體。下方佈滿樹根狀爪子，左右有兩個似是圓球伸縮不定。肚子有一綠色眼睛，能震蕩空氣發聲(第八卷。第一章)。

## 主要戰役
舊聯邦時代︰
- 仰馬星之役 (第一卷。第一章) 銀河聯邦大敗。原有軍力主力戰艦20艘、戰鬥母艦250艘。戰後損失主力戰艦2艘、戰鬥母艦148艘。

- 素女星之戰 (第一卷。第二章) 銀河聯邦大勝。聯邦主力戰艦7艘、戰鬥母艦50艘，運用新製「宇宙機雷」截擊黑獄軍團257艘大小戰鬥艦。最後黑獄軍只有42艘重型艦逃離。

- 天獅之役 (第六卷。第一章) 聯邦集結第二集團軍和第三集團軍，共4艘主力艦級飛船和8艘母艦級飛船與近500艘飛艦。祝絲蒂的大將查迪和艾芙，狄平的副手青星大將和戰略長衛務，均於是役陣亡，損失的兵員達二十萬人，折兵損將的情況，與仰馬星之役所差無幾。

- 天羊之役 (第七卷。第一章) 是役黑獄大軍損失慘重，失去四艘銀河超級太空戰艦、十二艘無敵級飛船，二百多艘劍魚戰鬥艦和二千架蝙蝠戰機。聯邦軍方面則折損一艘主力級太空飛船、四艘母艦和千多架太空戰車。第七軍團的大將拿不列和近二萬名聯邦戰士，也於是役陣亡。

新聯邦時代︰
- 翼女星之役 (第八卷。第十章) 2萬沙西族巨碟艦和黑獄人進攻翼人星系，方舟引爆太陽催毀全部巨碟艦，沙西族一蹶不振

- 新聯邦入侵太陽帝國 (第九卷。第五章)

- 黑獄四族合擊太陽帝國 (第九卷。第五章) 方舟在反空間大敗凝液艦，2000最後僅700艘逃離。3萬龍繭飛船僅剩1萬8艘。巨魔族7個巨魔堡損失1個。

- 水雲星系之役 (第九卷。第九章) 方舟占領大三角號，並用此艦擊毀巨魔族魔王堡，之後20天內又毀掉在附近兩支液態鬼艦隊，三支墨爾盤龍人的龍繭船隊，和兩個巨魔戰堡(卷9-12)

- 黑獄星之役 (第十卷。第十一章)